# Richard Hofstadter
Pour les articles homonymes, voir Hofstadter.
Richard Hofstadter, né à Buffalo le 6 août 1916 et mort à New York le 24 octobre 1970, est un historien américain, professeur à l'université Columbia. Il obtient à deux reprises le prix Pulitzer : en 1955, le prix Pulitzer d'histoire pour son livre The Age of Reform et le prix Pulitzer de l'essai pour Anti-intellectualism in American Life en 1964.

## Biographie
Il est professeur d'histoire à l'université Columbia. Il est élu membre de l'American Antiquarian Society en 1970. Il meurt prématurément à l'âge de 54 ans.

## Activités scientifiques et éditoriales
Publié en 1964, Le Style paranoïaque, Théories du complot et droite radicale en Amérique (en) est souvent utilisé pour expliquer l'émergence et l'utilisation des théories du complot et la politique populiste aux États-Unis (par exemple, le Tea Party).

## Publications
- Le Style paranoïaque, Théories du complot et droite radicale en Amérique, préface de Philippe Raynaud, traduction de Julien Charnay, Bourin éditeur, Paris, 2012.